# Seth Shostak

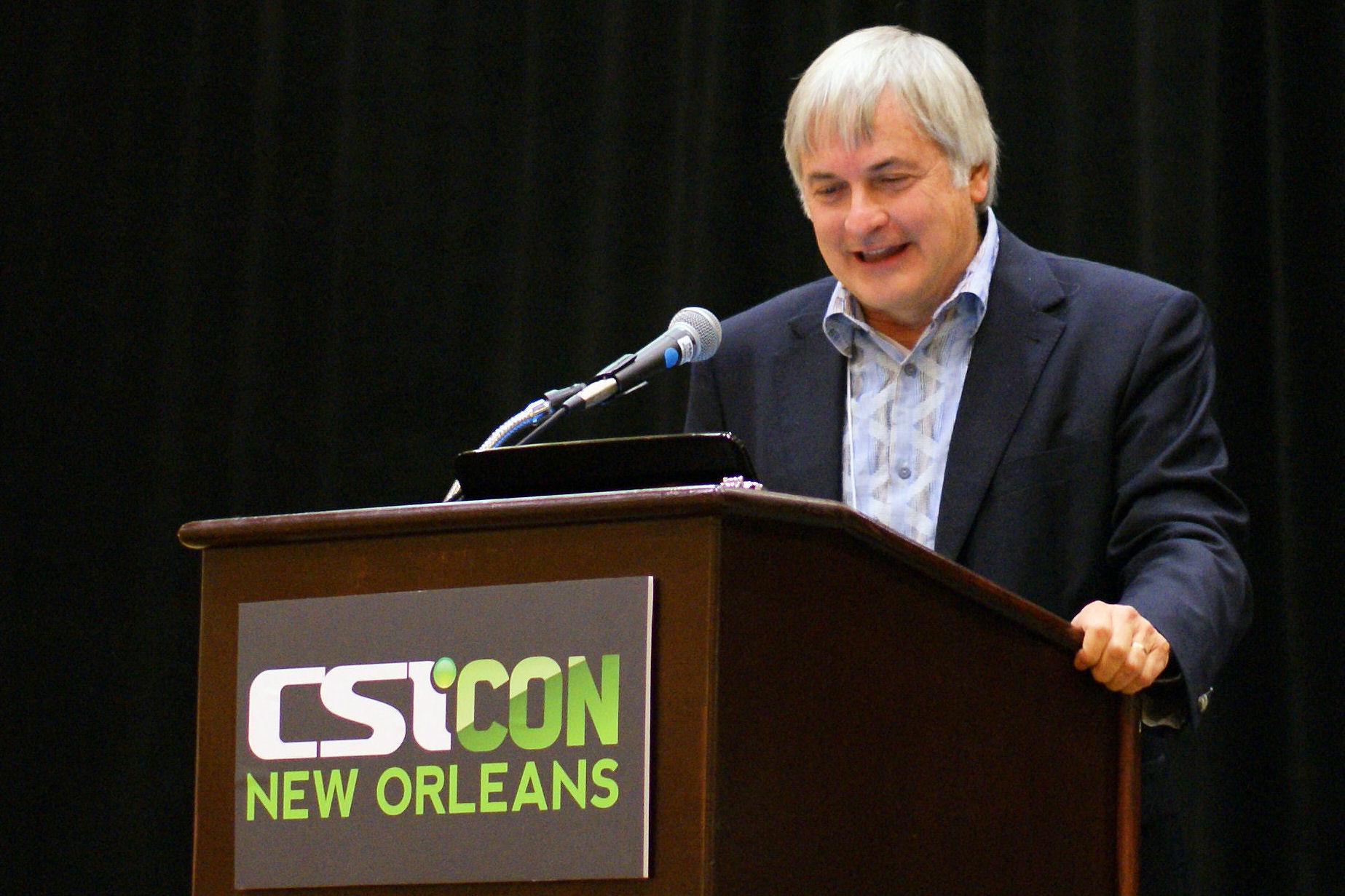
Seth Shostak 2011

Seth Shostak (* 20. Juli 1943 im Arlington County, Virginia) ist ein US-amerikanischer Astronom.
Shostak studierte an der Princeton University Physik. Seit 2001 leitet er das SETI-Projekt und wirkt in zahlreichen populärwissenschaftlichen astronomischen Fernsehdokumentationen mit.
Sein Spezialgebiet ist die Erforschung außerirdischer Intelligenz, unter welchen Bedingungen Lebensformen entstehen können und welche Biologie (Körperbau, Fortpflanzung, Ernährung) unter den jeweiligen Umweltbedingungen möglich sein könnte. Insbesondere sucht er dabei auch nach außerirdischen intelligenten Lebensformen und prüft, ob außerirdische künstliche Signale empfangen werden. Dabei wird untersucht, welche Übertragungstechniken (u. a. welche Frequenzen für elektromagnetische Wellen) geeignet sind und mit denen mit höherer Priorität geprüft werden sollten. Weiterhin gab er zahlreiche Hinweise darüber, welche Inhalte der irdischen Zivilisation für außerirdische Zivilisationen zweckmäßig sein könnten und wie man sie optimal codiert (vgl. Arecibo-Botschaft).